# Махайка-Бербис
Махайка-Бербис (англ. Mahaica-Berbice) — регион в Гайане. Административный центр — город Форт-Веллингтон.
На севере регион граничит с Атлантическим океаном, на востоке с регионом Ист-Бербис-Корентайн, на юге с регионом Аппер-Демерара-Бербис, на западе с регионом Демерара-Махайка.

## Население
Правительство Гайаны проводило три официальных переписи, начиная с административных реформ 1980 года: в 1980, 1991 и 2002 годах. В 2012 году население региона достигло 49 723 человек. Официальные данные переписей населения в регионе Махайка-Бербис:
- 2012: 49 723 человека
- 2002: 52 400 человек
- 1991: 51 280 человек
- 1980: 53 898 человек